# Juan de Santo Domingo de Mendoza Tlacaeleltzin
Juan de Santo Domingo de Mendoza Tlacaeleltzin Chichimeca teuctli (... – 1563) fu il tlatoani (regnante) di Itztlacozauhcan ad Amecameca, Chalco, dal 1548 al 1563.

## Biografia
Il padre di Juan, Tomás de San Martín Quetzalmazatzin, era stato il precedente tlatoani di Itztlacozauhcan, insediatovi per nomina di Hernán Cortés. La madre era Quetzalpetlatzin, prima moglie di Tomás, che, secondo Chimalpahin, era una nobile Mexica figlia di Tlilpotoncatzin, cihuacoatl di Tenochtitlán. Questo rendeva Juan pronipote del cihuacoatl Tlacaelel, suo omonimo. Ebbe due figli, don Diego e don Pedro.
Don Juan morì nel 1563. Nel 1564 il fratellastro Gregorio de los Angeles Tepoztlixayacatzin ne prese il posto come tlatoani.